# Ian Studd
Ian Studd (* 1943) ist ein ehemaliger neuseeländischer Mittel- und Langstreckenläufer.
1966 gewann er bei den British Empire and Commonwealth Games in Kingston Bronze im Meilenlauf und wurde Zehnter über drei Meilen.
Im selben Jahr wurde er Neuseeländischer Meister über drei Meilen.

## Persönliche Bestzeiten
- 1 Meile: 3:58,61 min, 13. August 1966, Kingston
- 3000 m: 8:05,0 min, 13. Juli 1966, Oslo